# Pseudobrownanthus
Pseudobrownanthus es un género con una especie de planta perteneciente a la familia Aizoaceae. 
Está considerado un sinónimo del género Brownanthus.

## Especies
- Psudobrownanthus nucifer